# بانسا بائوچه
بانسا بائوچه (اسپانیایی: Vanessa Bauche‎؛ زادهٔ ۱۸ فوریهٔ ۱۹۷۳) هنرپیشه تئاتر سینما و تلویزیون اهل مکزیک است. با نام اصلی آلما بانسا بائوچه چاویرا (اسپانیایی: Alma Vanessa Bauche Chavira‎) در مکزیکو سیتی به دنیا آمد. وی از سال ۱۹۸۹ میلادی تاکنون مشغول فعالیت بوده‌است. بائوچه در مرکز آموزش هنری (اسپانیایی: Centro de Educación Artística‎) تحصیل نموده است. از فیلم‌ها یا برنامه‌های تلویزیونی که وی در آن نقش داشته‌است می‌توان به نقاب زورو (۱۹۹۸)، عشق سگی (۲۰۰۰)، سه خاک‌سپاری ملکیادس استرادا (۲۰۰۵) اشاره کرد.

## جوایز و افتخارات

### جایزه آریل
- نامزد بهترین بازیگر نقش مکمل زن - Hasta morir (1995)
- برنده بهترین بازیگر نقش اول زن - (Un embrujo) 1999
- برنده بهترین بازیگر نقش مکمل زن -  De la calle (2002)
- نامزد بهترین بازیگر نقش اول زن - _Hasta el último aliento (2005)